# سادجورو
سادجورو جاغي فاسوديف هو مدرب هندي وصوفي وفاعل خير ومؤلف. وقد أسس مؤسسة ايشا، وهي منظمة غير ربحية تقدم برامج اليوغا في جميع أنحاء العالم، بما في ذلك الهند والولايات المتحدة الأمريكية وبريطانيا العظمى ولبنان وسنغافورة وكندا وماليزيا وأوغندا والصين ونيبال وأستراليا. وتشارك المؤسسة أيضا في مختلف أنشطة التنمية الاجتماعية والمجتمع المحلي، والتي أسفرت عن حصول المؤسسة على مركز استشاري خاص لدى المجلس الاقتصادي والاجتماعي للأمم المتحدة.

## النشأة
ولد في عائلة تيلوغوية  في ميسور، كارناتاكا يوم الثلاثاء 3 سبتمبر 1957  وقد كان أصغر أربعة أطفال - صبيان وفتاتان. وكان والده يعمل طبيب عيون مع سكك الحديد الهندية، ونتيجة لذلك، تنقلت العائلة في كثير من الأحيان.
بعد دراسته، تخرج من جامعة ميسور وحصل على درجة البكالوريوس في الأدب الإنجليزي. وخلال سنوات دراسته الجامعية، سافر إلى أماكن مختلفة في البلاد على دراجته النارية. وعندما وصل إلى الحدود بين الهند ونيبال، تم ايقافه من دخول نيبال لأنه لم يكن يملك جواز سفر.

## تجربة روحية
يوم 23 سبتمبر عام 1982 وفي سن الخامسة والعشرين ارتحل إلى شاموندي هيل حيث كانت تجربته الروحية الأولى.
في عام 1983، أدار أول دفعة يوغا له مع سبعة مشاركين في ميسور. ومع مرور الوقت، بدأ بإجراء دروس اليوغا في ولاية كارناتاكا وحيدر أباد وسافر من فصل لآخر على دراجته النارية. وقد عاش من عائدات شركته لتأجير مزرعة الدواجن.

## وصلات خارجية
- سادجورو على موقع ميوزك برينز (الإنجليزية)